# Rio Căldăreşti
O Rio Căldăreşti é um rio da Romênia, afluente do Rio Jaleş, localizado no distrito de Gorj.